# 卡罗琳·克拉克
卡罗琳·克拉克（英語：Caroline Clark，1990年6月28日—），美国女子水球运动员。她曾代表美国国家队参加2016年夏季奥林匹克运动会女子水球比赛，结果队伍获得一枚金牌。